# Pseudosecodes
Pseudosecodes is een geslacht van vliesvleugeligen uit de familie Eulophidae. De wetenschappelijke naam van dit geslacht is voor het eerst geldig gepubliceerd in 1915 door Girault & Dodd.

## Soorten
Het geslacht Pseudosecodes omvat de volgende soorten:
- Pseudosecodes calicuticus Narendran, 2006
- Pseudosecodes malabaricus Narendran, 2006
- Pseudosecodes splendidus Girault, 1915